# Hatherton (Staffordshire)
Pour les articles homonymes, voir Hatherton.
Hatherton est un village et une paroisse civile du Staffordshire, en Angleterre.